# 브라이언 하우
브라이언 하우(영어: Brian Howe)는 미국의 배우이다. 영화 《마제스틱》(2001), 《캐치 미 이프 유 캔》(2002), 《데자뷰》(2006), 《에반 올마이티》(2007), 《그랜 토리노》(2009) 등에 짤막한 역으로 출연하였다.

## 텔레비전
- 천사의 손길
- 크로싱 조던
- CSI: 과학수사대
- 저징 에이미
- 참드
- CSI: 마이애미
- 위드아웃 어 트레이스
- NCIS (드라마)
- 쉴드: XX 강력반
- 보스턴 리걸
- 본즈 (드라마)
- 넘버스 (드라마)
- CSI: 과학수사대
- 콜드 케이스
- 닙턱
- 멘탈리스트 (드라마)
- 클로저 (드라마)
- 캐슬 (드라마)
- NCIS: 로스앤젤레스
- 니키타 (2010년 드라마)
- 그레이 아나토미
- 뉴스룸 (드라마)
- 크리미널 마인드
- CSI: 사이버
- 아메리칸 호러 스토리
- 웨스트월드 (드라마)
- 헤크 패밀리
- 씰 팀
- 지정생존자 (드라마)
- 시카고 파이어 (드라마)
- S.W.A.T. (2017년 드라마)
- 코드 블랙
- 9-1-1 (드라마)
- 슈퍼스토어 (시트콤)
- 하와이 파이브-0
- 올 라이즈

## 영화
- 마제스틱 (2001년 영화)
- 케이 팩스
- 캐치 미 이프 유 캔
- 런어웨이 버케이션
- 데자뷰 (2006년 영화)
- 행복을 찾아서
- 에반 올마이티
- 그랜 토리노
- 애나벨 (2014년 영화)
- 애나벨: 인형의 주인
- 스위트 걸 (영화)
- 리카르도 가족으로 산다는 것